# Otomops harrisoni
Otomops harrisoni (Ralph, Richards, Taylor, Napier & Lamb, 2015) è un pipistrello della famiglia dei Molossidi diffuso in Africa orientale e nella Penisola arabica.

## Descrizione

### Dimensioni
Pipistrello di medie dimensioni, con la lunghezza totale tra 138 e 163 mm, la lunghezza dell'avambraccio tra 65,7 e 74 mm, la lunghezza della coda tra 40 e 58 mm, la lunghezza del piede tra 11 e 16 mm, la lunghezza delle orecchie tra 34 e 46 mm e un peso fino a 45 g.

### Aspetto
La pelliccia è corta e vellutata. Le parti superiori sono marroni scure con un distinto collare color crema che si estende dalla nuca fino alla parte superiore delle spalle, mentre le parti ventrali sono più chiare. Lungo i fianchi all'attaccatura delle ali sono presenti delle sottili bande biancastre che si estendono sia ventralmente che dorsalmente da metà omero fino alle cosce. Le orecchie sono lunghe, piegate in avanti ed unite da una membrana cutanea alla base fino al naso. I piedi sono larghi con una frangia di lunghi peli bianchi sui bordi, l'alluce è notevolmente ispessito ed affusolato. Alcuni individui hanno cuscinetti carnosi alla base dei pollici. I maschi sono più grandi delle femmine e possiedono una massa ghiandolare alla base della gola.

## Biologia

### Comportamento
Si rifugia all'interno di grotte in grandi colonie formate da numerosi gruppi più piccoli, ognuno di diverse centinaia di individui.

### Alimentazione
Si nutre principalmente di falene.

### Riproduzione
Danno alla luce un piccolo alla volta a dicembre dopo una gestazione di tre mesi. I piccoli alla nascita sono completamente privi di peli. Raggiungono la maturità sessuale dopo un anno.

## Distribuzione e habitat
Questa specie è conosciuta da individui catturati nello Yemen occidentale, Eritrea, Gibuti, Etiopia centro-meridionale e Kenya occidentale e meridionale.
Vive in boschi, arbusteti, radure montane, foreste, praterie aride fino a circa 1.000 metri di altitudine. 

## Conservazione
Questa specie, essendo stata scoperta solo recentemente, non è stata sottoposta ancora a nessun criterio di conservazione.